# Banatska Dubica, Banatul Central

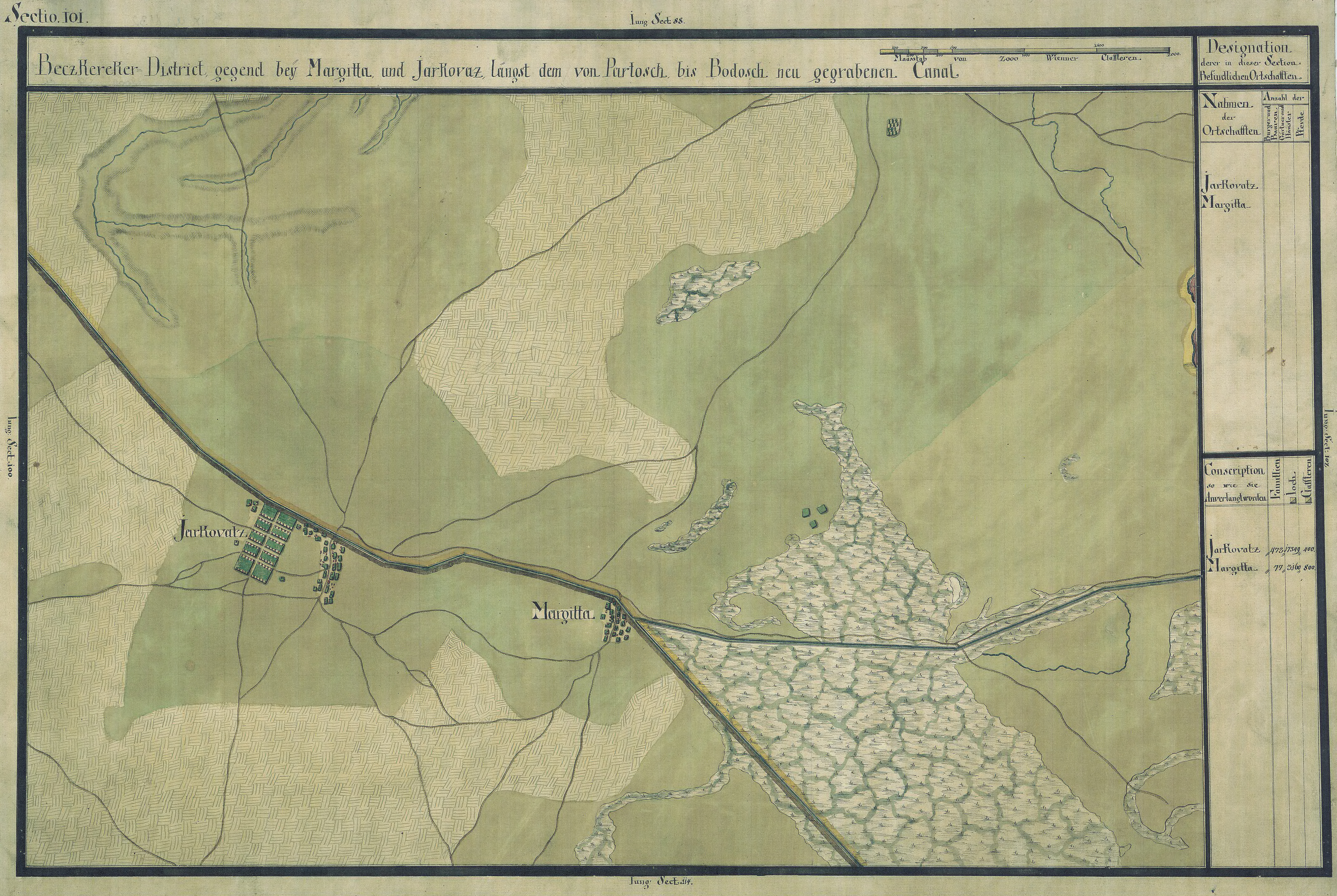
Banatska Dubica în Harta Iosefină a Banatului, 1769-1772

Banatska Dubica (în sârbă Банатска Дубица, în maghiară Kismargita, în germană Klein Margit, în română Mărghita Mică) este o localitate în districtul Banatul Central, Voivodina, Serbia.

## Personalități
- Zoltán Franyó (1887–1978) – scriitor, traducător și redactor român de etnie maghiară

1. ↑  , Republicki geodetski zavod[*] http://web.archive.org/web/20160530172604/http://www.rgz.gov.rs/upload/web/Spisak%20KO-20150521.zip, arhivat din original la 30 mai 2016 Lipsește sau este vid: |title= (ajutor)